# Ernst Flückiger (calciatore)
Ernst Flückiger (1887 – 1961) è stato un calciatore svizzero, di ruolo portiere.

## Carriera

### Club
Ha giocato nel campionato svizzero e tedesco

### Nazionale
Ha collezionato 5 presenze con la maglia della propria Nazionale.